# Penola Island
Penola Island (englisch, spanisch Islote Penola) ist eine kleine Insel vor der Südküste von King George Island im Archipel der Südlichen Shetlandinseln. Sie liegt in der Sherratt Bay.
Wissenschaftler der britischen Discovery Investigations kartierten und benannten sie im Jahr 1937. Namensgeber ist die Penola, eines der beiden Schiffe der British Graham Land Expedition (1934–1937) unter der Leitung des australischen Polarforschers John Rymill, das im Januar 1937 auf der Suche nach einem verschollenen Vermessungsteam nahe King George Island auf Grund gelaufen war.